# Andrographis wightiana
Andrographis wightiana är en akantusväxtart som beskrevs av George Arnott Walker Arnott och Christian Gottfried Daniel Nees von Esenbeck. Andrographis wightiana ingår i släktet Andrographis och familjen akantusväxter. Inga underarter finns listade i Catalogue of Life.